# Piłka siatkowa na Letnich Igrzyskach Olimpijskich 2020 – turniej halowy mężczyzn (składy)
Artykuł grupuje składy wszystkich reprezentacji narodowych w piłce siatkowej, które wystąpią w Igrzyskach Olimpijskich 2020.
- Wiek na dzień 24 lipca 2021 roku.
- Przynależność klubowa na koniec sezonu 2020/2021 i na sezon 2021/2022.
- Zawodnicy oznaczeni symbolem  to kapitanowie reprezentacji.
- Legenda:
Nr – numer zawodnika
A – atakujący
L – libero
P – przyjmujący
R – rozgrywający
Ś – środkowy

## Argentyna

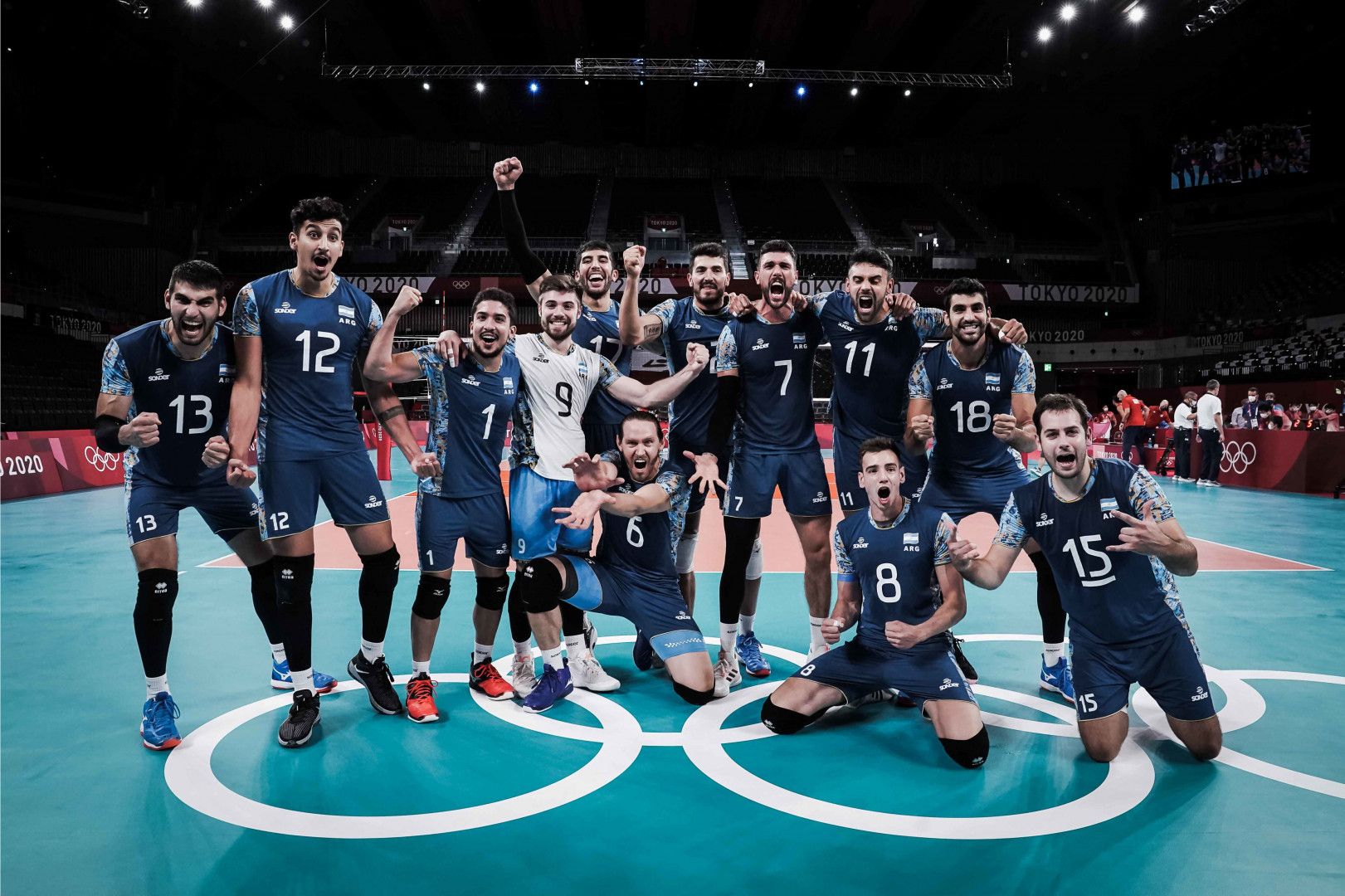
Reprezentacja Argentyny na Igrzyskach Olimpijskich w Tokio 2020

Trener: Marcelo Méndez
Asystent: Eduardo Horácio Dileo
| Nr | Imię i nazwisko   | Data urodzenia (wiek) | Wzrost (cm) | Klub (Sezon 2020/2021)   | Klub (Sezon 2021/2022)     | Pozycja |
| -- | ----------------- | --------------------- | ----------- | ------------------------ | -------------------------- | ------- |
| 1  | Matías Sánchez    | 20.09.1996 (24)       | 173         | Tourcoing LM             | Tourcoing LM               | R       |
| 2  | Federico Pereyra  | 19.06.1988 (33)       | 200         | Al Ahly Tripoli SC       |                            | A       |
| 6  | Cristian Poglajen | 14.07.1989 (32)       | 195         | Afyon Belediye Yüntaş    | Stade Poitevin Poitiers    | P       |
| 7  | Facundo Conte     | 25.08.1989 (32)       | 197         | Sada Cruzeiro Vôlei      | Aluron CMC Warta Zawiercie | P       |
| 8  | Agustín Loser     | 12.10.1997 (23)       | 193         | Tourcoing LM             | Tourcoing LM               | Ś       |
| 9  | Santiago Danani   | 12.12.1995 (25)       | 176         | Kioene Padwa             | Berlin Recycling Volleys   | L       |
| 11 | Sebastián Solé    | 12.06.1991 (30)       | 200         | Sir Safety Conad Perugia | Sir Safety Conad Perugia   | Ś       |
| 12 | Bruno Lima        | 04.02.1996 (25)       | 198         | Afyon Belediye Yüntaş    | Nice VB                    | A       |
| 13 | Ezequiel Palacios | 02.10.1992 (28)       | 198         | Montpellier UC           | Montpellier UC             | P       |
| 15 | Luciano De Cecco  | 02.06.1988 (33)       | 191         | Cucine Lube Civitanova   | Cucine Lube Civitanova     | R       |
| 17 | Nicolás Méndez    | 02.11.1992 (28)       | 191         | Montpellier UC           | Paris Volley               | P       |
| 18 | Martín Ramos      | 26.08.1991 (29)       | 197         | Narbonne Volley          | Narbonne Volley            | Ś       |

## Brazylia
Trener: Renan Dal Zotto
Asystent: Carlos Schwanke 
| Nr | Imię i nazwisko        | Data urodzenia (wiek) | Wzrost (cm) | Klub (Sezon 2020/2021) | Klub (Sezon 2021/2022)               | Pozycja |
| -- | ---------------------- | --------------------- | ----------- | ---------------------- | ------------------------------------ | ------- |
| 1  | Bruno Rezende          | 02.07.1986 (35)       | 190         | Funvic/Taubaté         | Leo Shoes Modena                     | R       |
| 5  | Maurício Borges Silva  | 04.02.1989 (32)       | 199         | Funvic/Taubaté         | Tonno Callipo Calabria Vibo Valentia | P       |
| 6  | Fernando Kreling       | 13.01.1996 (25)       | 185         | Sada Cruzeiro Vôlei    | Sada Cruzeiro Vôlei                  | R       |
| 8  | Wallace de Souza       | 26.06.1987 (34)       | 198         | Spor Toto              | Sada Cruzeiro Vôlei                  | A       |
| 9  | Joandry Leal           | 31.08.1988 (32)       | 202         | Cucine Lube Civitanova | Leo Shoes Modena                     | P       |
| 12 | Isac Santos            | 13.12.1990 (30)       | 208         | Sada Cruzeiro Vôlei    | Sada Cruzeiro Vôlei                  | Ś       |
| 13 | Maurício Souza         | 29.09.1988 (32)       | 207         | Funvic/Taubaté         | Minas Tênis Clube                    | Ś       |
| 14 | Douglas Souza da Silva | 20.08.1995 (25)       | 199         | Funvic/Taubaté         | Tonno Callipo Calabria Vibo Valentia | P       |
| 16 | Lucas Saatkamp         | 06.03.1986 (35)       | 209         | Funvic/Taubaté         | Funvic/Taubaté                       | Ś       |
| 17 | Thales Hoss            | 27.04.1989 (32)       | 190         | Funvic/Taubaté         | Funvic/Taubaté                       | L       |
| 18 | Ricardo Lucarelli      | 14.02.1992 (29)       | 196         | Itas Trentino          | Cucine Lube Civitanova               | P       |
| 21 | Alan Souza             | 21.03.1994 (27)       | 202         | Sada Cruzeiro Vôlei    | Kuzbass Kemerowo                     | A       |

## Francja
Trener: Laurent Tillie
Asystent: Arnaud Josserand
| Nr | Imię i nazwisko       | Data urodzenia (wiek) | Wzrost (cm) | Klub (Sezon 2020/2021)               | Klub (Sezon 2021/2022)       | Pozycja |
| -- | --------------------- | --------------------- | ----------- | ------------------------------------ | ---------------------------- | ------- |
| 1  | Barthélémy Chinenyeze | 28.02.1998 (23)       | 201         | Tonno Callipo Calabria Vibo Valentia | Allianz Milano               | Ś       |
| 2  | Jenia Grebennikov     | 13.08.1990 (30)       | 188         | Leo Shoes Modena                     | Zenit Petersburg             | L       |
| 4  | Jean Patry            | 27.12.1996 (24)       | 207         | Allianz Milano                       | Allianz Milano               | A       |
| 6  | Benjamin Toniutti     | 30.10.1989 (31)       | 183         | Grupa Azoty ZAKSA Kędzierzyn-Koźle   | Jastrzębski Węgiel           | R       |
| 7  | Kevin Tillie          | 02.11.1990 (30)       | 200         | Top Volley Cisterna                  | Tours VB                     | P       |
| 9  | Earvin N'Gapeth       | 12.02.1991 (30)       | 194         | Zenit Kazań                          | Leo Shoes Modena             | P       |
| 11 | Antoine Brizard       | 22.05.1994 (27)       | 196         | Zenit Petersburg                     | Gas Sales Bluenergy Piacenza | R       |
| 12 | Stéphen Boyer         | 10.04.1996 (25)       | 196         | Ar-Rajjan SC                         | Jastrzębski Węgiel           | A       |
| 14 | Nicolas Le Goff       | 15.02.1992 (29)       | 206         | Montpellier UC                       | Montpellier UC               | Ś       |
| 16 | Daryl Bultor          | 17.11.1995 (25)       | 197         | Tourcoing LM                         | Tourcoing LM                 | Ś       |
| 17 | Trévor Clévenot       | 28.06.1994 (27)       | 199         | Gas Sales Bluenergy Piacenza         | Ziraat Bankası Ankara        | P       |
| 19 | Yacine Louati         | 04.03.1992 (29)       | 198         | Jastrzębski Węgiel                   | Fenerbahçe HDI Sigorta       | P       |

## Iran
Trener: Władimir Alekno
Asystent: Tomaso Totolo
| Nr | Imię i nazwisko         | Data urodzenia (wiek) | Wzrost (cm) | Klub (Sezon 2020/2021)        | Klub (Sezon 2021/2022)   | Pozycja |
| -- | ----------------------- | --------------------- | ----------- | ----------------------------- | ------------------------ | ------- |
| 2  | Milad Ebadipour         | 17.10.1993 (27)       | 196         | PGE Skra Bełchatów            | PGE Skra Bełchatów       | P       |
| 4  | Sa’id Maruf             | 09.10.1985 (35)       | 189         | Beijing BAIC Motors           |                          | R       |
| 6  | Mohammad Musawi         | 22.08.1987 (33)       | 203         | Gas Sales Bluenergy Piacenza  | Fenerbahçe HDI Sigorta   | Ś       |
| 9  | Masoud Gholami          | 02.04.1991 (30)       | 204         | Szahrdari Urmia               | Szahrdari Urmia          | Ś       |
| 10 | Amir Ghafour            | 06.06.1991 (30)       | 202         | Bursa Büyükşehir Belediyespor | Foolad Mobarakeh Sepahan | A       |
| 11 | Saber Kazemi            | 24.12.1998 (22)       | 205         | Foolad Sirjan Iranian         |                          | A       |
| 12 | Morteza Szarifi         | 27.05.1999 (22)       | 193         | Haliliye Belediyespor         | Spor Toto                | P       |
| 15 | Aljasghar Modżarad      | 30.10.1997 (23)       | 205         | Sepahan Isfahan               |                          | Ś       |
| 17 | Mejsam Salehi           | 17.11.1998 (22)       | 198         | Szahrdari Urmia               | Indykpol AZS Olsztyn     | P       |
| 19 | Mahdi Marandi           | 12.05.1986 (35)       | 172         | Foolad Mobarakeh Sepahan      |                          | L       |
| 21 | Arman Salehi            | 29.10.1992 (28)       | 180         | Szahrdari Gonbad              | Szahrdari Gonbad         | L       |
| 24 | Dżawad Karimisuchelmaei | 01.03.1998 (23)       | 204         | Greenyard Maaseik             |                          | R       |

## Japonia
Trener: Yuichi Nakagaichi

Asystent: Philippe Blain
| Nr | Imię i nazwisko   | Data urodzenia (wiek) | Wzrost (cm) | Klub (Sezon 2020/2021)          | Klub (Sezon 2021/2022)               | Pozycja |
| -- | ----------------- | --------------------- | ----------- | ------------------------------- | ------------------------------------ | ------- |
| 1  | Kunihiro Shimizu  | 11.08.1986 (34)       | 193         | Panasonic Panthers              | Panasonic Panthers                   | A       |
| 2  | Taishi Onodera    | 27.02.1996 (25)       | 201         | JT Thunders                     | JT Thunders                          | Ś       |
| 3  | Naonobu Fujii     | 05.02.1992 (29)       | 183         | Torray Arrows                   | Torray Arrows                        | R       |
| 6  | Akihiro Yamauchi  | 30.11.1993 (27)       | 204         | Panasonic Panthers              | Panasonic Panthers                   | Ś       |
| 11 | Yūji Nishida      | 30.01.2000 (21)       | 186         | JTEKT Stings                    | Tonno Callipo Calabria Vibo Valentia | A       |
| 12 | Masahiro Sekita   | 20.11.1993 (27)       | 175         | Osaka Blazers Sakai             | Cuprum Lubin                         | R       |
| 14 | Yūki Ishikawa     | 11.12.1995 (25)       | 191         | Allianz Milano                  | Allianz Milano                       | P       |
| 15 | Haku Ri           | 27.12.1990 (30)       | 193         | Torray Arrows                   | Torray Arrows                        | Ś       |
| 17 | Kenta Takanashi   | 25.03.1997 (24)       | 189         | Wolf Dogs Nagoya                | Wolf Dogs Nagoya                     | P       |
| 19 | Tatsunori Otsuka  | 11.05.2000 (21)       | 194         | Waseda University               | Waseda University                    | P/A     |
| 20 | Tomohiro Yamamoto | 05.11.1994 (26)       | 171         | Osaka Blazers Sakai             | Osaka Blazers Sakai                  | L       |
| 21 | Ran Takahashi     | 02.09.2001 (19)       | 188         | Nippon Sport Science University |                                      | P       |

## Kanada
Trener: Glenn Hoag
Asystent: Dan Lewis
| Nr | Imię i nazwisko      | Data urodzenia (wiek) | Wzrost (cm) | Klub (Sezon 2020/2021)   | Klub (Sezon 2021/2022)      | Pozycja |
| -- | -------------------- | --------------------- | ----------- | ------------------------ | --------------------------- | ------- |
| 1  | Tyler Sanders        | 14.12.1991 (29)       | 191         | bez klubu                |                             | R       |
| 2  | John Gordon Perrin   | 17.08.1989 (31)       | 201         | Ural Ufa                 | Lokomotiw Nowosybirsk       | P       |
| 3  | Steven Marshall      | 23.11.1989 (31)       | 193         | Chaumont VB 52           | Nice VB                     | P       |
| 4  | Nicholas Hoag        | 19.08.1992 (28)       | 200         | Fenerbahçe SK            | Arkas Spor Izmir            | P       |
| 7  | Stephen Timothy Maar | 06.12.1994 (26)       | 201         | Allianz Milano           | Top Volley Cisterna         | P       |
| 8  | Jay Blankenau        | 27.09.1989 (31)       | 194         | Arkas Spor Izmir         | Verva Warszawa Orlen Paliwa | R       |
| 10 | Ryan Joseph Sclater  | 10.02.1994 (27)       | 200         | Montpellier UC           | Montpellier UC              | A       |
| 12 | Lucas Van Berkel     | 29.11.1991 (29)       | 210         | Evivo Düren              | VfB Friedrichshafen         | Ś       |
| 13 | Sharone Vernon-Evans | 28.08.1998 (22)       | 202         | Sir Safety Conad Perugia |                             | A       |
| 17 | Graham Vigrass       | 17.06.1989 (32)       | 205         | Fenerbahçe HDI Sigorta   | Halkbank Ankara             | Ś       |
| 19 | Blair Cameron Bann   | 26.02.1988 (33)       | 184         | Evivo Düren              | VfB Friedrichshafen         | L       |
| 20 | Arthur Szwarc        | 30.03.1995 (26)       | 209         | Top Volley Cisterna      | Top Volley Cisterna         | Ś       |

## Polska
Trener: Vital Heynen
Asystent: Sebastian Pawlik
| Nr | Imię i nazwisko   | Data urodzenia (wiek) | Wzrost (cm) | Klub (Sezon 2020/2021)             | Klub (Sezon 2021/2022)             | Pozycja |
| -- | ----------------- | --------------------- | ----------- | ---------------------------------- | ---------------------------------- | ------- |
| 1  | Piotr Nowakowski  | 18.12.1987 (33)       | 205         | Verva Warszawa Orlen Paliwa        | Verva Warszawa Orlen Paliwa        | Ś       |
| 5  | Łukasz Kaczmarek  | 29.06.1994 (27)       | 204         | Grupa Azoty ZAKSA Kędzierzyn-Koźle | Grupa Azoty ZAKSA Kędzierzyn-Koźle | A       |
| 6  | Bartosz Kurek     | 29.08.1988 (32)       | 205         | Wolf Dogs Nagoya                   | Wolf Dogs Nagoya                   | A       |
| 9  | Wilfredo León     | 31.07.1993 (27)       | 202         | Sir Safety Conad Perugia           | Sir Safety Conad Perugia           | P       |
| 11 | Fabian Drzyzga    | 03.01.1990 (31)       | 196         | Asseco Resovia Rzeszów             | Asseco Resovia Rzeszów             | R       |
| 12 | Grzegorz Łomacz   | 01.10.1987 (33)       | 187         | PGE Skra Bełchatów                 | PGE Skra Bełchatów                 | R       |
| 13 | Michał Kubiak     | 23.02.1988 (33)       | 191         | Panasonic Panthers                 | Panasonic Panthers                 | P       |
| 14 | Aleksander Śliwka | 24.05.1995 (26)       | 196         | Grupa Azoty ZAKSA Kędzierzyn-Koźle | Grupa Azoty ZAKSA Kędzierzyn-Koźle | P       |
| 15 | Jakub Kochanowski | 17.07.1997 (24)       | 199         | Grupa Azoty ZAKSA Kędzierzyn-Koźle | Asseco Resovia Rzeszów             | Ś       |
| 16 | Kamil Semeniuk    | 16.07.1996 (25)       | 195         | Grupa Azoty ZAKSA Kędzierzyn-Koźle | Grupa Azoty ZAKSA Kędzierzyn-Koźle | P       |
| 17 | Paweł Zatorski    | 21.06.1990 (31)       | 184         | Grupa Azoty ZAKSA Kędzierzyn-Koźle | Asseco Resovia Rzeszów             | L       |
| 20 | Mateusz Bieniek   | 05.04.1994 (27)       | 210         | PGE Skra Bełchatów                 | PGE Skra Bełchatów                 | Ś       |

## Rosja
Trener: Tuomas Sammelvuo
Asystent: Igor Szulepow
| Nr | Imię i nazwisko     | Data urodzenia (wiek) | Wzrost (cm) | Klub (Sezon 2020/2021) | Klub (Sezon 2021/2022) | Pozycja |
| -- | ------------------- | --------------------- | ----------- | ---------------------- | ---------------------- | ------- |
| 1  | Jarosław Podlesnych | 03.09.1994 (26)       | 198         | Dinamo Moskwa          | Dinamo Moskwa          | P       |
| 4  | Artiom Wolwicz      | 22.01.1990 (31)       | 208         | Zenit Kazań            | Zenit Kazań            | Ś       |
| 7  | Dmitrij Wołkow      | 25.05.1995 (26)       | 201         | Fakieł Nowy Urengoj    | Zenit Kazań            | P       |
| 9  | Iwan Jakowlew       | 17.04.1995 (25)       | 207         | Zenit Petersburg       | Zenit Petersburg       | Ś       |
| 10 | Dienis Bogdan       | 13.10.1996 (24)       | 200         | Fakieł Nowy Urengoj    | Dinamo Moskwa          | P       |
| 11 | Pawieł Pankow       | 14.08.1995 (25)       | 198         | Dinamo Moskwa          | Dinamo Moskwa          | R       |
| 15 | Wiktor Poletajew    | 27.07.1995 (25)       | 197         | Zenit Petersburg       | Zenit Petersburg       | P       |
| 17 | Maksim Michajłow    | 19.03.1988 (33)       | 202         | Zenit Kazań            | Zenit Kazań            | A       |
| 18 | Jegor Kluka         | 15.06.1995 (26)       | 209         | Zenit Petersburg       | Zenit Petersburg       | P       |
| 20 | Iljas Kurkajew      | 18.01.1994 (27)       | 207         | Lokomotiw Nowosybirsk  | Lokomotiw Nowosybirsk  | Ś       |
| 24 | Igor Kobzar         | 13.04.1991 (30)       | 198         | Kuzbass Kemerowo       | Zenit Petersburg       | R       |
| 27 | Walentin Gołubiew   | 03.05.1992 (29)       | 190         | Zenit Kazań            | Zenit Kazań            | L       |

## Stany Zjednoczone
Trener: John Speraw
Asystent: Brian Thornton
| Nr | Imię i nazwisko    | Data urodzenia (wiek) | Wzrost (cm) | Klub (Sezon 2020/2021)             | Klub (Sezon 2021/2022)             | Pozycja |
| -- | ------------------ | --------------------- | ----------- | ---------------------------------- | ---------------------------------- | ------- |
| 1  | Matthew Anderson   | 18.04.1987 (34)       | 202         | Shanghai Golden Age                | Sir Safety Conad Perugia           | A       |
| 3  | Taylor Sander      | 17.03.1992 (29)       | 196         | PGE Skra Bełchatów                 | PGE Skra Bełchatów                 | P       |
| 5  | Kyle Ensing        | 06.03.1997 (24)       | 201         | Maccabi Tel Awiw                   |                                    | A       |
| 6  | Mitchell Stahl     | 31.08.1994 (26)       | 203         | Greenyard Maaseik                  | Stal Nysa                          | Ś       |
| 7  | Kawika Shoji       | 11.11.1987 (33)       | 190         | Kioene Padwa                       | Spor Toto                          | R       |
| 8  | Torey Defalco      | 10.04.1997 (24)       | 198         | Tonno Callipo Vibo Valentia        | Indykpol AZS Olsztyn               | P       |
| 11 | Micah Christenson  | 08.05.1993 (28)       | 198         | Leo Shoes Modena                   | Zenit Kazań                        | R       |
| 12 | Maxwell Holt       | 12.03.1987 (34)       | 205         | Vero Volley Monza                  | Gas Sales Bluenergy Piacenza       | Ś       |
| 17 | Thomas Jaeschke    | 04.09.1993 (27)       | 198         | NBV Werona                         | Allianz Milano                     | P       |
| 18 | Garrett Muagututia | 26.02.1988 (33)       | 205         | Aluron Virtu CMC Zawiercie         | Al-Ahly Kair                       | P       |
| 20 | David Smith        | 15.05.1985 (36)       | 201         | Grupa Azoty ZAKSA Kędzierzyn-Koźle | Grupa Azoty ZAKSA Kędzierzyn-Koźle | Ś       |
| 22 | Erik Shoji         | 24.08.1989 (31)       | 184         | Fakieł Nowy Urengoj                | Grupa Azoty ZAKSA Kędzierzyn-Koźle | L       |

## Tunezja
Trener: Antonio Giacobbe
Asystent: Marouane Fehri
| Nr | Imię i nazwisko               | Data urodzenia (wiek) | Wzrost (cm) | Klub (Sezon 2020/2021)      | Klub (Sezon 2021/2022) | Pozycja |
| -- | ----------------------------- | --------------------- | ----------- | --------------------------- | ---------------------- | ------- |
| 2  | Ahmed Kadhi                   | 19.04.1989 (32)       | 199         | Étoile Sportive du Sahel    |                        | Ś       |
| 3  | Khaled Ben Slimene            | 14.12.1994 (26)       | 193         | Espérance Sportive de Tunis |                        | R       |
| 6  | Mohamed Ali Ben Othmen Miladi | 12.05.1991 (30)       | 188         | Espérance Sportive de Tunis |                        | P       |
| 7  | Elyes Karamosli               | 22.08.1989 (31)       | 198         | Club Sportif Sfaxien        |                        | P       |
| 9  | Omar Agrebi                   | 26.08.1992 (28)       | 205         | Club Sportif Sfaxien        |                        | Ś       |
| 10 | Hamza Nagga                   | 29.05.1990 (31)       | 191         | Espérance Sportive de Tunis |                        | A       |
| 11 | Ismaïl Moalla                 | 30.01.1990 (31)       | 195         | Club Sportif Sfaxien        |                        | P       |
| 12 | Mehdi Ben Cheikh              | 13.05.1979 (42)       | 184         | Espérance Sportive de Tunis |                        | R       |
| 13 | Selim Mbareki                 | 06.03.1996 (25)       | 198         | Espérance Sportive de Tunis |                        | Ś       |
| 15 | Wassim Ben Tara               | 03.08.1996 (24)       | 199         | Stal Nysa                   | Stal Nysa              | A       |
| 19 | Aymen Bouguerra               | 01.11.2001 (19)       | 188         | Narbonne Volley             |                        | P       |
| 20 | Saddem Hmissi                 | 16.02.1991 (30)       | 186         | Espérance Sportive de Tunis |                        | L       |

## Wenezuela
Trener: Ronald Sarti
Asystent: Humberto Montes de Oca
| Nr | Imię i nazwisko   | Data urodzenia (wiek) | Wzrost (cm) | Klub (Sezon 2020/2021) | Klub (Sezon 2021/2022) | Pozycja |
| -- | ----------------- | --------------------- | ----------- | ---------------------- | ---------------------- | ------- |
| 1  | Armando Velázquez | 18.09.1988 (32)       | 185         | Guarico                |                        | R       |
| 3  | Fernando González | 30.06.1989 (32)       | 194         |                        |                        | P       |
| 4  | Héctor Mata       | 27.01.1991 (30)       | 179         | CSA Steaua București   |                        | L       |
| 5  | Emerson Rodríguez | 02.02.1993 (28)       | 204         | Cizre Belediyesi       |                        | A       |
| 6  | Robert Oramas     | 09.06.1984 (37)       | 200         | D Capital              |                        | Ś       |
| 7  | Edson Valencia    | 02.12.1987 (33)       | 200         | VC Viana/Casa Peixoto  |                        | Ś       |
| 9  | José Carrasco     | 20.05.1989 (32)       | 192         | Baniyas VC             |                        | R       |
| 11 | José Verdi        | 06.02.1990 (31)       | 196         |                        |                        | Ś       |
| 14 | Eliécer Canelo    | 30.07.1998 (22)       | 196         |                        |                        | P       |
| 15 | Luis Arias        | 17.01.1989 (32)       | 196         |                        |                        | A       |
| 17 | Ronald Fayola     | 20.06.1995 (26)       | 198         | Al-Wasl VC             |                        | P       |
| 19 | Willner Rivas     | 02.04.1995 (26)       | 194         | Police SC              |                        | P       |

## Włochy
- Trener: Gianlorenzo Blengini
- Asystent: Antonio Valentini

| Nr | Imię i nazwisko        | Data urodzenia (wiek) | Wzrost (cm) | Klub (Sezon 2020/2021)   | Klub (Sezon 2021/2022)   | Pozycja |
| -- | ---------------------- | --------------------- | ----------- | ------------------------ | ------------------------ | ------- |
| 2  | Jiří Kovář             | 10.04.1989 (32)       | 202         | Cucine Lube Civitanova   | Cucine Lube Civitanova   | P       |
| 4  | Luca Vettori           | 26.04.1991 (30)       | 200         | Leo Shoes Modena         | Shanghai Golden Age      | A       |
| 5  | Osmany Juantorena      | 12.08.1985 (35)       | 200         | Cucine Lube Civitanova   | Cucine Lube Civitanova   | P       |
| 6  | Simone Giannelli       | 09.08.1996 (24)       | 198         | Itas Trentino            | Sir Safety Conad Perugia | R       |
| 9  | Ivan Zaytsev           | 02.10.1988 (32)       | 202         | Kuzbass Kemerowo         | Cucine Lube Civitanova   | A       |
| 11 | Matteo Piano           | 24.10.1990 (30)       | 208         | Allianz Milano           | Allianz Milano           | Ś       |
| 13 | Massimo Colaci         | 21.02.1985 (36)       | 180         | Sir Safety Conad Perugia | Sir Safety Conad Perugia | L       |
| 14 | Gianluca Galassi       | 24.07.1997 (24)       | 201         | Vero Volley Monza        | Vero Volley Monza        | Ś       |
| 15 | Riccardo Sbertoli      | 23.05.1998 (23)       | 188         | Allianz Milano           | Itas Trentino            | R       |
| 17 | Simone Anzani          | 24.02.1992 (29)       | 204         | Cucine Lube Civitanova   | Cucine Lube Civitanova   | Ś       |
| 18 | Alessandro Michieletto | 05.12.2001 (20)       | 205         | Itas Trentino            | Itas Trentino            | P       |
| 19 | Daniele Lavia          | 04.11.1999 (21)       | 200         | Leo Shoes Modena         | Itas Trentino            | P       |